# 大村浩士
大村 浩士（おおむら こうし、1999年1月30日 - ）は、毎日放送のアナウンサー。

## 経歴
兵庫県加古川市の出身で、兵庫県立加古川東高等学校から法政大学経営学部へ進学。両校では、硬式野球部で右投右打の選手として活躍していた。
法政大学への進学を経て、法政大学野球部で外野手に転向。部内での2学年先輩に中山翔太、1学年先輩に福田光輝（主将経験者）・大角怜司（新潟テレビ21のアナウンサー）、同期に鈴木昭汰・高田孝一・石川達也、1学年後輩に三浦銀二（いずれも投手で卒業後に日本プロ野球の球団へ所属）がいる。もっとも、自身は東京六大学野球のリーグ戦へ出場するまでに至らなかった。
大学卒業後の2021年4月1日付で、アナウンサーとして地元局の毎日放送へ入社。同期のアナウンサーに中野広大と前田春香がいる。入社後は、同局のテレビ番組に加えて、MBSラジオ制作の番組にも出演。前述した経歴から、第94回選抜高等学校野球大会（2022年3月開催）では、関連会社のGAORAやインターネット向けの試合中継で1回戦3試合の実況を入社1年目で担当した。入社2年目に当たる2022年度から、スポーツアナウンサーとしての活動を本格化。2023年には、日本プロ野球（NPB）公式戦中継での実況デビューを阪神タイガース主催試合のラジオ・テレビ中継で果たしたほか、フレッシュオールスターゲームのラジオ中継（ニッポン放送制作）でも一部のイニングで実況を任された。
その一方で、2021年には『栃木県 実際どうなん』（関西地方における栃木県の認知度を向上させるべく作られたラジオ向けの広報CM）へ上田悦子（大阪府東大阪市出身の先輩アナウンサー）と揃って出演。上田との間で関西弁による掛け合いを披露したところ、このCMが2022年の日本民間放送連盟賞でラジオCM部門の最優秀賞を受賞するに至った。2024年10月に、「初恋の相手だった」という幼馴染みの女性（幼稚園・小学校・中学校時代の同級生）と結婚。

## 出演番組

### 現在
- MBSニュース（テレビ・ラジオとも、2021年10月 - ） 
  - 週に1回のペースで深夜～早朝帯の宿直勤務へ就く関係で、2021年10月から『THE TIME,』（TBSテレビ制作の全国ネット番組）内のローカルニュース&気象情報（午前6時台の「エリア情報」枠）・ローカルニュース（午前7時台の同枠）へ定期的（2022年3月までは毎週月曜日→4 - 6月は毎週火曜日→7月以降は毎週水曜日）に出演。2023年12月以降で日曜深夜～月曜早朝の宿直勤務に付く場合には、日曜日の深夜（勤務中）に放送される『KICK OFF! KANSAI』（近畿広域圏からJリーグに参加しているプロサッカークラブの情報番組）向けのVTRにナレーションを付けている。
- スポーツ中継（高校野球・プロ野球・ラグビー）
  - 2022年3月20日に、第94回選抜高等学校野球大会の長崎日大対近江戦中継（前述）で初実況。選抜高等学校野球大会では、地上波テレビ（基本として関西ローカル）で放送される決勝の中継でも、同年からスタンドリポーターを務めている。
  - NPBの公式戦中継では、2022年5月28日に京セラドーム大阪で組まれていたオリックス・バファローズ対中日ドラゴンズ戦（東海ラジオ向けの裏送り中継）でベンチリポーターとしてデビュー。MBSラジオで放送される阪神タイガース戦の中継でも、同年6月3日の対北海道日本ハムファイターズ戦（北海道放送との相互ネット）中継からベンチリポートを担当している。
    - 2023年に入ってから、GAORAの阪神二軍（ウエスタン・リーグ）戦中継で実況を開始。MBSラジオでも、同年5月19日に放送された阪神対広島東洋カープ戦（甲子園球場のナイトゲーム）中継から実況陣に加わっている。さらに、毎日放送（テレビ）の阪神戦中継にも、ベンチリポーターとして出演を開始。7月14日の未明に放送の阪神対横浜DeNAベイスターズ戦（前日に甲子園球場で催されるナイトゲームの録画）中継からは実況にも携わる。7月18日のフレッシュオールスターゲーム（富山アルペンスタジアム）ラジオ中継（ニッポン放送の制作でMBSラジオでも放送）には、実況を両局およびSTVラジオ・中国放送の若手スポーツアナウンサーで分担する「リレー実況」要員として、毎日放送から川地洋平（2年先輩）と共に派遣。自身は、2回表から3回裏まで実況を任された（中継全般の解説を前田幸長が担当）。さらに、阪神とオリックスが対戦した日本シリーズのラジオ中継では、全7試合中5試合でベンチリポーターを務めている[注釈 5]。なお、地上波のテレビ中継では、2024年6月30日の東京ヤクルトスワローズ対阪神戦（明治神宮野球場のデーゲーム）で実況デビュー（解説：矢野燿大）。

  - 2022年度からは、全国高校ラグビーの取材に携わるほか、準決勝の中継でリポーターを務めている。2023年度の第103回全国高等学校ラグビーフットボール大会では、2024年1月7日に組まれた決勝（桐蔭学園対東福岡戦）の全国ネット向けテレビ中継で東福岡側のリポートを担当。

#### テレビ
- よんチャンTV
  - 2021年7月6日放送分で、中野・前田と揃ってテレビ番組へデビュー。その後は、「新人アナウンサーの幸せつなぎたい」（同年8月9 - 27日の「はじめてだらけの夏休みウィーク」期間中に放送された視聴者へのプレゼント企画）のプレゼンター（中野・前田と日替わりで担当）を経て、『土曜のよんチャンTV』（2021年度に放送された関連番組）と合わせて生中継のリポーターなどを随時務めていた。
  - 毎週月曜日に「月（Gets）よんスポ」（阪神タイガースが中心のスポーツ情報・解説コーナー）が設けられた2024年の4月改編からは、スポーツアナウンサーとしての先輩でもある川地・三ツ廣政輝と交互に同コーナーの進行を担当。
- 西乃風ブラン堂（2021年10月 - ） -  「バイヤー」という肩書で、中野・前田と交互にロケリポートを担当。

#### ラジオ
- 豊永真琴のMBSミュージックパーク
  - 毎日放送のスポーツアナウンサーが交互に務めている「パートナー」を、2023年8月13日放送分から随時担当。
- コトノハ（不定期で出演）
  - 「コトノハ」（言葉）にこだわった毎日放送アナウンサー室制作の事前収録番組で、2021年10月4日から『ばんぱく宣言』の後枠（2023年9月25日までは毎週月曜日の21:45 - 22:00 → 同年10月2日以降は21:30 - 21:45）に放送。2023年10月9日（スポーツの日）には、自身と同じく高校生時代まで硬式野球の選手だった同僚アナウンサー（先輩の三ツ廣政輝・同期の中野）との鼎談企画が放送された。

### 過去

#### テレビ
- 三度の飯よりアレが好き!（不定期）
  - 放送期間（2022年度）において毎日放送での社歴が5年目以下（自身と中野と前田は2年目）のアナウンサーが、スタジオMCやロケリポートを交互に担当していた。

#### ラジオ
- ばんぱく宣言 われら21世紀少年団（2021年10月 - 2023年8月7日）
  - 中野・前田などと共に、「21世紀少年団の『団員』」として出演。